# Dennenstrekspin
De dennenstrekspin (Tetragnatha pinicola) is een spinnensoort in de taxonomische indeling van de strekspinnen.
Het dier komt uit het geslacht Tetragnatha. Tetragnatha pinicola werd in 1870 beschreven door L. Koch.